# I Like (canção de Shanice)
"I Like" é uma canção/single da cantora Shanice. Foi o quarto single lançado de seu terceiro álbum 21... Ways to Grow. Um videoclipe foi filmado. É uma amostra da canção "I'll Take You There" dos The Staple Singers.

## Lista de faixas
12" single
A1. I Like (Masters At Work Principal mixagem)
A2. I Like (Masters At Work 54 Dub)
B1. I Like (Kenny Dope Principal mixagem)
B2. I Like (Kenny Dope Troopapella)

## Posições nos gráficos musicias
| Gráficos                           | Posções |
| ---------------------------------- | ------- |
| EUA Billboard Hot Dance Club Songs | 38      |
| Gráfico suíço de Singles           | 49      |